# Jaśky
Jaśky – wieś na Ukrainie, w obwodzie odeskim, w rejonie bielajewskim. W 2001 roku liczyła 4108 mieszkańców.